# Dendrolasma mirabile
Espèce
Dendrolasma mirabile est une espèce d'opilions dyspnois de la famille des Nemastomatidae.

## Distribution
Cette espèce aux États-Unis en Oregon, au Washington et en Alaska et au Canada en Colombie-Britannique.

## Description
Le syntype mesure 3 mm.
Le mâle décrit par Shear et Gruber en 1983 mesure 2,9 mm et la femelle 3,3 mm, les mâles mesurent de 2,4 à 3,3 mm et les femelles de 2,8 à 3,9 mm.

## Systématique et taxinomie
Cette espèce a été décrite par Banks en 1894.

## Publication originale
- Banks, 1894 : « The Nemastomatidae and Trogulidae of the United States. I. » Psyche, a Journal of Entomology, vol. 7, p. 11–12 (texte intégral).